# Luhtaanmäki
Luhtaanmäki  est un quartier de Vantaa en Finlande.